# Домиций Модест
Домиций Модест (лат. Domitius Modestus) — политик и консул Римской империи.

## Биография
Домиций Модест был арабского происхождения. В 358—362 годах он был comes Orientis, сменив на этом месте Небридия. В 359 году Модест был председателем Кесарийского суда. Он жестоко судил обвиняемых. Пока Домиций Модест находился в Антиохии, император Юлиан II назначает его на должность praefectus urbi в Константинополе, которую он занимал в 362—363 годах. В правление императора Валента Домиций Модест был префектом претория Востока в 369—377 годах и консулом в 372 году с Аринфеем. В должности префекта претория он завершил строительство Cisterna Modestiaca, здание которого было начато строиться по проекту архитектора Хелпидия в 363 году, в то время как Модест был ещё praefectus urbi. В 371 году Домиций Модест был назначен в качестве начальника комиссии, которая должна была судить некоторых высокопоставленных офицеров, обвиняемых в колдостве против императора Валента. Модест действовал очень жестоко и пытал невинных людей, тем самым получая от них ложные признания. Вероятно он был назначен консулом в награду за это.
Вскоре Модест крестился. Валент послал его встретиться с никейским епископом Василием Кесарийским в качестве посредника между двумя противоположными христианскими конфессиями, но Василий отказался. Дальнейшая судьба Модеста неизвестна. У него был сын Инфантий.